# Jazygen

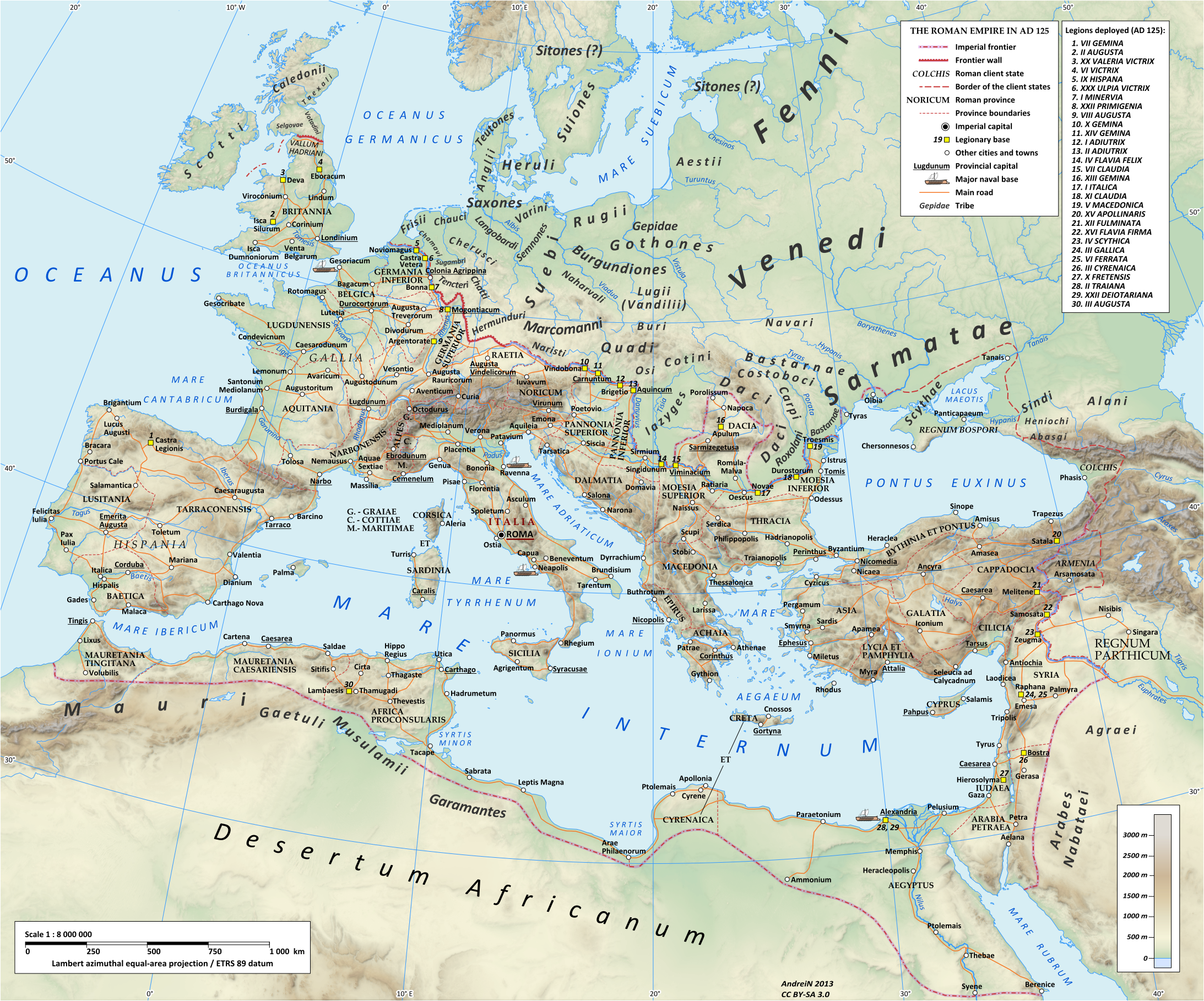
Het gebied van de Jazygen (aangegeven met Iazyges)

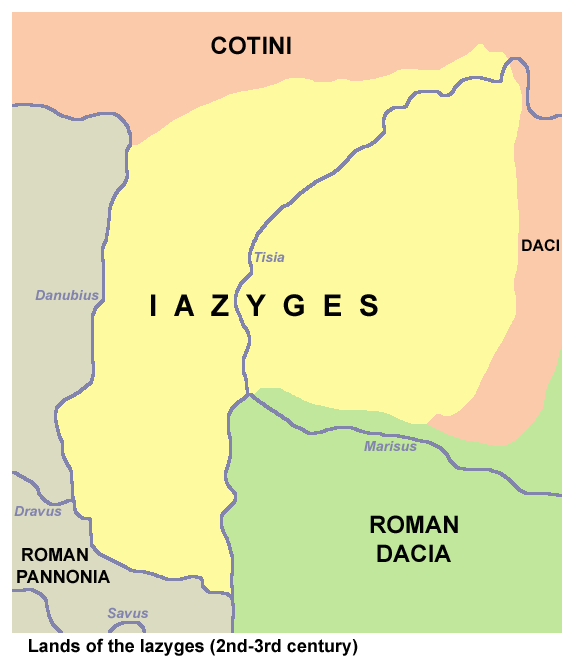

De Jazygen (in oude Nederlandse teksten Jazigers) waren Sarmatische nomaden. Ze woonden in de Hongaarse laagvlakte ten tijde van de Romeinse keizer Claudius. Ze steunden Vannius, koning van de Marcomannen in zijn oorlog tegen onder andere de Vandalen.
De Romeinse geschiedschrijver Lucius Cassius Dio (ca. 155-na 229) beschrijft hoe de Jazygen in 175 na Chr. bij de monding van de Donau aan de Zwarte Zee een nederlaag leden tegen de Romeinen. Dat was ten tijde van de Marcomannenoorlog (ca. 166-180) die de Romeinen voerden tegen de Germaanse Marcomannen. De Jazygen waren bondgenoten van de Marcomannen.
Na hun nederlaag moesten de Jazygen 8000 bewapende ruiters leveren aan de Romeinse keizer Marcus Aurelius. 5500 daarvan werden ingeschakeld als hulptroepen van het Romeinse legioen in Engeland dat de Muur van Hadrianus verdedigde tegen de Schotse Picten in het noorden.